# Absalom Baird
Pour les articles homonymes, voir Baird.
Absalom Baird (né le 20 août 1824 à Washington dans l'État de Pennsylvanie et mort le 14 juin 1905 à Relay dans l'État du Maryland) est un major général de l'Union. Il est enterré au cimetière national d'Arlington, État de Virginie.

## Biographie

### Avant la guerre
Absalom Baird est diplômé de l'académie militaire de West Point en 1849 .
Il est breveté second lieutenant le 1er juillet 1849 dans le 2nd Artillery. Il est promu premier lieutenant dans le 1st Artillery le 1er avril 1850.
Il participe à la guerre contre les Séminoles.
En mars 1861, il prend le commandement de la batterie légère pour la défense de Washington.

### Guerre de Sécession
Absalom Baird est breveté capitaine la 11 mai 1861 et promu au même grade le 3 août 1861. Il est assigné à l'état-major du général Daniel Tyler et participe à la première bataille de Bull Run. Il est ensuite promu commandant le 12 novembre 1861. A. Baird est promu brigadier général des volontaires le 28 avril 1862 et commande une brigade de l'armée de l'Ohio de mai à septembre 1862. Il participe à la capture de Cumberland Gap et à la bataille de Blackburn's Ford.
Il est breveté lieutenant-colonel le 20 septembre 1863 pour bravoure et service méritant à la bataille de Chickamauga au cours de laquelle il défend la position de Horseshoe Ridge. Il est promu colonel le 24 novembre 1863pour les mêmes motifs à la bataille de Chattanooga.
Il est promu brigadier général le 13 mars 1865 pour bravoure et service méritant pour la capture d'Atlanta.
Il est breveté major général le 13 mars 1865 pour bravoure et service méritant sur le champ de bataille durant la guerre et major général des volontaires le 1er septembre 1864.
Pendant la campagne d'Atlanta, il oblige le général Joseph Jonhston à quitter Dalton en Géorgie. Il mène une charge lors de la bataille de Jonesboro le 1er septembre 1864.
A. Baird commande une division la marche de Sherman vers la mer et lors de la campagne des Carolines.

### Après la guerre
Absalom Baird est tenu responsable, notamment par le général Philip Sheridan des conséquences des émeutes à la Nouvelle-Orléans à la fin de l'été 1866 et quitte le service actif des volontaires le 1er septembre 1866 et réintègre l'armée régulière. Il sert alors comme inspecteur général du département des Lacs jusqu'en 1868, puis du département du Dakota jusqu'en 1870 et enfin du département du Sud jusqu'en 1872. Il termine sa carrière en tant qu'assistant de l'inspecteur général de la division du Missouri.
Il est décoré de la médaille d'honneur le 22 avril 1896 pour son action lors de la bataille de Jonesboro.